# Diakonie Myslibořice
Diakonie ČCE – středisko v Myslibořicích je jedním ze středisek Diakonie Českobratrské církve evangelické, které sídlí na zámku v Myslibořicích. Od roku 1991 poskytuje služby pro seniory a pro lidi s postižením.

## Historie
V roce 1925 církev od státu zámek v Myslibořicích, který jej zkonfiskoval od poslední zadlužené majitelky. Hned o rok později došlo k otevření Sociálních ústavů Myslibořických (v prostorách zámku se nacházel sirotčinec, dětský domov, starobinec a ústav pro nemocné). Během války byl zámek zabaven příslušníky SS a obyvetelé Domova byli vystěhování. Zdevastovaný objekt prošel v letech 1949 – 1956 rekonstrukcí a vznikl tak „Domov odpočinku“, který sloužil seniorům. V roce 1960 byl Domov předán státu, v roce 1976 potom ztratil svou samostatnost a stal se součástí Okresního ústavu sociálních služeb v Třebíči. Až v roce 1990 bylo rozhodnuto o navrácení zámku zpět církvi. O rok později provoz převzala Diakonie ČCE a bylo zde zřízeno samostatné středisko „Domov odpočinku ve stáří“. Objekt prošel další rekonstrukcí interiéru i exteriéru a dnes se v jeho prostorách poskytuje celkem 5 sociálních služeb.

## Poskytované služby
V roce 2016 Diakonie Myslibořice poskytovala 5 druhů sociálních služeb pro dvě cílové skupiny:

### Pro seniory
- Domov pro seniory
- Domov se zvláštním režimem (pro lidi s Alzheimerovou chorobou)
- Odlehčovací služby
- Pečovatelská služba

### Pro lidi se zdravotním postižením
- Domov pro osoby se zdravotním postižením
- Pečovatelská služba

## Galerie

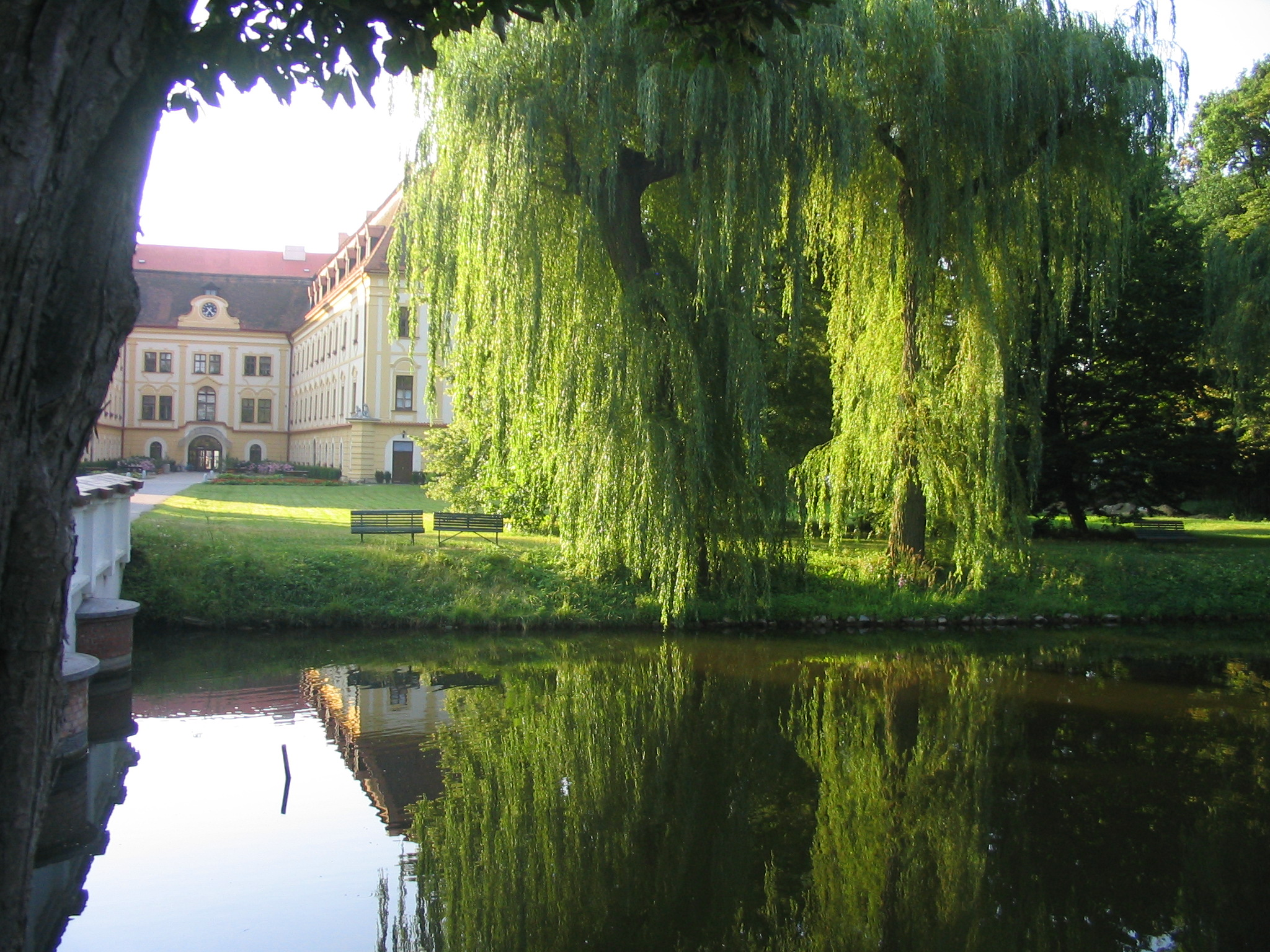
Diakonie Myslibořice
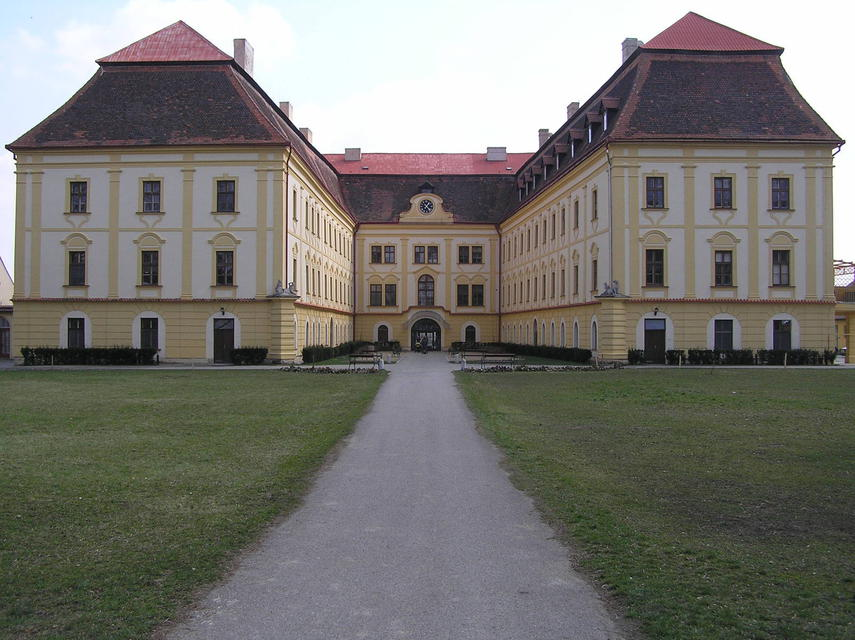
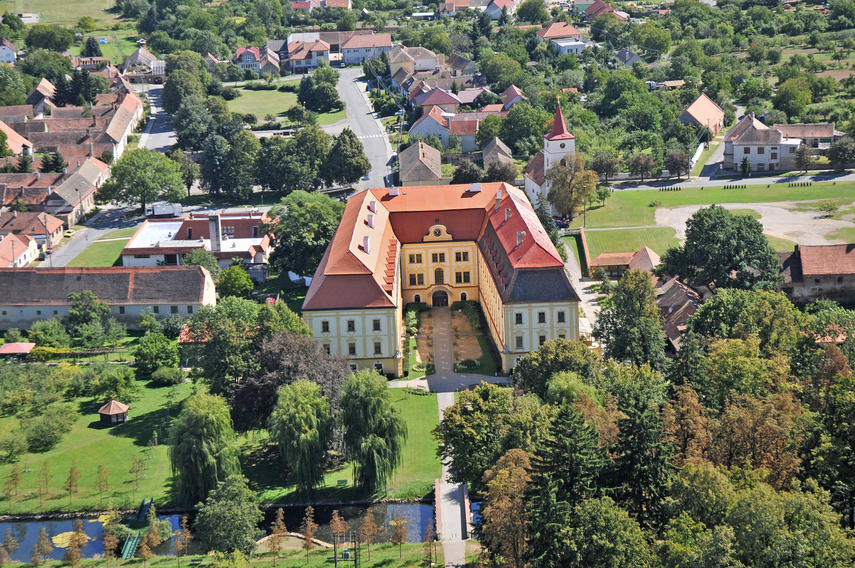